# 2e régiment de commandement et de soutien
Pour les articles homonymes, voir 2e régiment.
Le 2e régiment de commandement et de soutien est une unité de commandement française.

## Les chefs du2eRCS
1987-1989 : colonel Rostain
1989 - 1991 : colonel Beyer
1991 - 1993 : colonel Mariotti
1994 - 1996 : colonel Gentric

## Drapeau
Nom des  Batailles inscrites sur les plis de son Drapeaux:
- RUSSIE 1813
- GRANDE GUERRE 1914-1918
- ESPAGNE 1944